# Emil Christensen (zapaśnik)
Emil Arthur Marius Christensen (ur. 23 listopada 1890; we Frederiksbergu, zm. 10 października 1973 w Kopenhadze) – duński zapaśnik walczący w stylu klasycznym. Olimpijczyk z Antwerpii 1920, gdzie zajął szesnaste miejsce w wadze średniej.
Uczestnik mistrzostw świata w 1922. Mistrz Danii w 1915 roku.

## Letnie Igrzyska Olimpijskie 1920
| Konkurencja          | Rundy eliminacyjne      | O brązowy medal      | Klas. końcowa |
| Konkurencja          | Przeciwnik I            | Przeciwnik I         | Miejsce       |
| -------------------- | ----------------------- | -------------------- | ------------- |
| 75 kg styl klasyczny | Arthur Lindfors (FIN) P | Sjur Johnsen (NOR) P | 16.           |